# 57. Berlini Nemzetközi Filmfesztivál
Az 57. Berlini Nemzetközi Filmfesztivál 2007. február 8. és 18. között rendezték meg, a nyitófilm Olivier Dahantól a Piaf, míg a zárófilm François Ozontól az Angel volt. A fesztivál zsűrielnöke Paul Schrader amerikai rendező és forgatókönyvíró volt. Az Arany Medve díjat Wang Quan'an filmje, a Tuya de hun shi nyerte. A fesztivál retrospektív programmjában a némafilmek előtt tisztelegtek, és olyan aljotások felújított változatát vetítették, mint az 1921-es Hamlet, vagy az 1914-es Cabiria és az 1931-es Berlin, Alexanderplatz.
A fesztiválra összesen 224 181 jegyet adtak el.

## Zsűri
Az alábbi emberek voltak a fesztivál zsűrijének tagjai:

### Filmek
- Paul Schrader, amerikai rendező és forgatókönyvíró - Zsűrielnök
- Hiam Abbass, palesztin színésznő és rendező
- Mario Adorf, német színész
- Willem Dafoe, amerikai színész
- Gael García Bernal, mexikói színész, rendező és producer
- Nansun Shi, hongkongi producer
- Molly Malene Stensgaard, dán vágó

### Elsőfilmes produkciók
- Judy Counihan, brit producer
- Niki Karimi, iráni színésznő
- Gerhard Meixner, német producer

### Rövidfilmek
- Peace Anyiam-Fiberesima, nigériai producer
- Riina Sildos, észt producer
- Ning Ying, kínai rendező, forgatókönyvíró és producer

## Versenyben lévő filmek
Az alábbi filmek voltak versenyben az Arany Medve- és az Ezüst Medve-díjakért:
| Magyar cím                              | Eredeti cím                             | Rendező           | Ország                                                                                      |
| --------------------------------------- | --------------------------------------- | ----------------- | ------------------------------------------------------------------------------------------- |
| Angel                                   | The Real Life of Angel Deverell         | François Ozon     | Egyesült Királyság, Franciaország, Belgium                                                  |
| Beaufort                                | בופור                                   | Joseph Cedar      | Izrael                                                                                      |
| Bordertown – Átkelő a halálba           | Bordertown                              | Gregory Nava      | Amerikai Egyesült Államok, Egyesült Királyság                                               |
| Pénzhamisítók                           | Die Fälscher                            | Stefan Ruzowitzky | Ausztria, Németország                                                                       |
| Sivatagi álom                           | 경계                                    | Zhang Lü          | Dél-Korea, Franciaország                                                                    |
| Langeais hercegnő                       | Ne touchez pas la hache                 | Jacques Rivette   | Franciaország                                                                               |
| Goodbye Bafana                          | Goodbye Bafana                          | Bille August      | Dél-Afrika, Egyesült Királyság, Franciaország, Németország, Belgium, Olaszország, Luxemburg |
| A jó német                              | The Good German                         | Steven Soderbergh | Amerikai Egyesült Államok                                                                   |
| Az ügynökség                            | The Good Shepherd                       | Robert De Niro    | Amerikai Egyesült Államok                                                                   |
| Hallam Foe                              | Hallam Foe                              | David Mackenzie   | Egyesült Királyság                                                                          |
| Cyborg vagyok, amúgy minden oké         | 싸이보그지만 괜찮아                     | Pak Cshanuk       | Dél-Korea                                                                                   |
| Emlékezetemre                           | In memoria di me                        | Saverio Costanzo  | Olaszország                                                                                 |
| Irina Palm                              | Irina Palm                              | Sam Garbarski     | Belgium, Luxemburg, Egyesült Királyság, Németország, Franciaország                          |
| Őfelsége pincére voltam                 | Obsluhoval jsem anglického krále        | Jiří Menzel       | Csehország, Szlovákia                                                                       |
| Piaf                                    | La Môme                                 | Olivier Dahan     | Franciaország, Kanada                                                                       |
| A pekingi gyermek                       | 苹果                                    | Li Yu             | Kína                                                                                        |
| Valaki más                              | El otro                                 | Ariel Rotter      | Argentína, Franciaország, Németország                                                       |
| Tuya de hun shi                         | 圖雅的婚事                              | Wang Quan'an      | Kína                                                                                        |
| Férfi gondok                            | When a Man Falls in the Forest          | Ryan Eslinger     | Amerikai Egyesült Államok, Kanada                                                           |
| Szemtanúk                               | Les Témoins                             | André Téchiné     | Franciaország                                                                               |
| Az év, amikor a szüleim nyaralni mentek | O Ano em Que Meus Pais Saíram de Férias | Cao Hamburger     | Brazília, Argentína                                                                         |
| Yella                                   | Yella                                   | Christian Petzold | Németország                                                                                 |

## Győztesek
- Arany Medve: Tuya de hun shi (Wang Quan'an)
- Zsűri Nagydíja: Ariel Rotter (Valaki más)
- Ezüst Medve díj a legjobb rendezőnek: Joseph Cedar (Beaufort)
- Ezüst Medve díj a legjobb színésznek: Julio Chávez (Valaki más)
- Ezüst Medve díj a legjobb színésznőnek: Nina Hoss (Yella)
- Ezüst Medve díj a legjobb filmzenének: David Mackenzie (Hallam Foe)
- Ezüst Medve díj a kiemelkedő művészi teljesítményért: Az ügynökség stábja
- Alfred Bauer-díj: Pak Cshanuk (Cyborg vagyok, amúgy minden oké)
- FIPRESCI-díj: Őfelsége pincére voltam (Jiří Menzel)
- Legjobb elsőfilmes Vanaja (Rajnesh Domalpalli)

## Fordítás
- Ez a szócikk részben vagy egészben  a(z)   57th Berlin International Film Festival című angol Wikipédia-szócikk fordításán alapul.  Az eredeti cikk szerkesztőit annak laptörténete sorolja fel. Ez a jelzés csupán a megfogalmazás eredetét és a szerzői jogokat jelzi, nem szolgál a cikkben szereplő információk forrásmegjelöléseként.